# Philadelphia Union
Philadelphia Union is een professionele voetbalclub uit de Amerikaanse stad Chester (voorstad van Philadelphia), die uitkomt in de Major League Soccer. De thuiswedstrijden worden in het PPL Park gespeeld, dat plaats biedt aan 18.500 toeschouwers.
Philadelphia Union is momenteel eigendom van Keystone Sports & Entertainment. De club eindigde als tweede in de US Open Cup-toernooien van 2014, 2015 en 2018 en in de MLS Cup-finale van 2022. In 2020 verzekerde Philadelphia zich van het MLS Supporters' Shield door in het reguliere seizoen de meeste punten te behalen.
Vanaf 21 december 2009 is Reading United de jeugdafdeling van de club. De club komt uit in de USL Premier Development League.

## Erelijst
- MLS Cup

Finalist: 2022 (1x)
- MLS Supporters' Shield

Winnaar: 2020 (1x)
- US Open Cup

Finalist: 2014, 2015, 2018 (3x)

## Bekende (oud-)Union

### Spelers
- Brenden Aaronson
- Freddy Adu
- Roland Alberg
- Chris Albright
- Tranquillo Barnetta
- Alejandro Bedoya
- Austin Berry
- Andre Blake
- Corben Bone
- Julián Carranza
- Bořek Dočkal
- Maurice Edu
- Michael Farfan
- Anthony Fontana
- Juan Diego González
- Kai Herdling
- Chandler Hoffman
- Ilsinho
- Andrew Jacobson
- Chad Letts
- Zac MacMath
- Justin Mapp
- Raïs M'Bolhi
- Jack McInerney
- Mark McKenzie
- Haris Međunjanin
- Faryd Mondragón
- Jamiro Monteiro
- David Myrie
- Oka Nikolov
- Vincent Nogueira
- Michael Orozco Fiscal
- Jeff Parke
- Brian Perk
- Oguchi Onyewu
- Keegan Rosenberry
- Chris Seitz
- Zack Steffen
- Auston Trusty
- Carlos Valdés
- Ethan White
- Giliano Wijnaldum

### Trainers
- Piotr Nowak